# Ócsa
Ócsa je vas na Madžarskem, ki upravno spada v podregijo Gyáli Županije Pešta.